# Caso McMartin
El Caso McMartin fue un caso judicial de abuso sexual ritualizado satánico en una guardería preescolar en los años 1980. El caso comenzó con una denuncia en 1983 contra la familia McMartin, dueños de la guardería infantil, en California, que llegó a acusarlos del abuso sexual de 360 niños y de la realización de rituales con sacrificios de animales en túneles subterráneos dentro del establecimiento. Tras seis años de juicio no se obtuvieron condenas y todos los cargos fueron retirados. Cuando terminó, en 1990, había sido el juicio penal más largo y costoso de la historia estadounidense. El caso fue parte de la histeria de abuso sexual en las guarderías, un pánico moral sobre el abuso sexual y ritual en la década de 1980 y principios de 1990 en Estados Unidos.

## Acusaciones iniciales
En 1983, Judy Johnson, la madre de uno de los estudiantes preescolares, denunció en la policía que su hijo había sido sodomizado por su marido y por un profesor de la guardería McMartin. Johnson había llevado a su pequeño hijo al UCLA Medical Center en el cual le habían confirmado que el niño había sido sodomizado.
Ese docente, Ray Buckey, era el nieto de la fundadora de la entidad, Virginia McMartin, e hijo de la administradora Peggy McMartin Buckey. Las sospechas de Johnson de que su hijo había sido abusado comenzaron cuando su hijo sintió dolor durante los movimientos intestinales. Algunas fuentes establecen que el hijo de Johnson negó las sugerencias de su madre de que se había abusado de él, mientras que otras dicen que confirmó el abuso.
Johnson, diagnosticada con esquizofrenia, realizó varias acusaciones más, incluyendo que personal de la guardería habían tenido sexo con animales, que "Peggy perforó a un niño por debajo de sus brazos" y que "Ray voló en el aire". Durante la investigación Ray Buckey fue interrogado. La policía envió cartas a unos 200 padres de estudiantes de la McMartin, afirmando que sus hijos podrían haber sido abusados, y pidiéndoles que pregunten a sus hijos. La nota sugería preguntar sobre asuntos específicos:

September 8, 1983
Dear Parent:
    This Department is conducting a criminal investigation involving child molestation (288 P.C.) Ray Buckey, an employee of Virginia McMartin's Pre-School, was arrested September 7, 1983 by this Department.
    The following procedure is obviously an unpleasant one, but to protect the rights of your children as well as the rights of the accused, this inquiry is necessary for a complete investigation.
    Records indicate that your child has been or is currently a student at the pre-school.  We are asking your assistance in this continuing investigation.  Please question your child to see if he or she has been a witness to any crime or if he or she has been a victim.  Our investigation indicates that possible criminal acts include: oral sex, fondling of genitals, buttock or chest area, and sodomy, possibly committed under the pretense of "taking the child's temperature."  Also photos may have been taken of children without their clothing.  Any information from your child regarding having ever observed Ray Buckey to leave a classroom alone with a child during any nap period, or if they have ever observed Ray Buckey tie up a child, is important.
    Please complete the enclosed information form and return it to this Department in the enclosed stamped return envelope as soon as possible.  We will contact you if circumstances dictate same.
    We ask you to please keep this investigation strictly confidential because of the nature of the charges and the highly emotional effect it could have on our community.  Please do not discuss this investigation with anyone outside your immediate family.  Do not contact or discuss the investigation with Raymond Buckey, any member of the accused defendant's family, or employees connected with the McMartin Pre-School.
    There is no evidence to indicated that the management of virginia mcmartin's pre-school had any knowledge of this situation and no detrimental information concerning the operation of the school has been discovered during this investigation.  also, no other employee in the school is under investigation for any criminal act.
    Your prompt attention to this matter and reply no late than Septemeber 16, 1983 will be appreciated.
8 de septiembre de 1983.
Querido padre:
    Este departamento está realizando una investigación criminal incluyendo abuso de menores (288 C.P.) Ray Buckey, un empleado del preescolar de Virginia McMartin, fue arrestado el 7 de septiembre de 1983 por este departamento.
    El siguiente procedimiento es obviamente desagradable, pero para proteger los derechos de sus hijos así como los derechos del acusado, este interrogatorio es necesario para una investigación completa.
    Los registros recientes indican que su hijo fue o es actualmente un estudiante en la guardería preescolar. Estamos pidiéndole su asistencia en esta continua investigación. Por favor interrogue a su hijo para ver si él o ella ha sido testigo de un crimen o si él o ella ha sido víctima. Nuestra investigación indica que los actos criminales posibles incluyen: sexo oral, manoseo de genitales, nalgas o pecho, y sodomía, posiblemente cometida bajo el pretexto de "tomar la temperatura del chico". También pueden haberse tomado fotos de los chicos sin su ropa. Cualquier información de su hijo relacionada con alguna vez haber observado a Ray Buckey retirarse del aula solo con un chico durante el período de siesta, o si alguna vez observaron a Ray Bucket atar a un chico, es importante.
    Por favor complete el formulario de información adjunto y reenvíelo a este departamento con la carta con estampilla adjunta tan pronto como sea posible. Lo contactaremos si las circunstancias así lo dictaminan.
    Le rogamos que mantenga esta investigación estrictamente confidencial debido a la naturaleza de los cargos y el efecto altamente emocional que puede producir en nuestra comunidad. Por favor no discuta esta investigación con nadie fuera de su familia inmediata. Por favor no contacte o discuta la investigación con Raymond Bucket, cualquier miembro de la familia del acusado, ni empleados conectados con la guardería preescolar McMartin.
    No hay evidencia que indique que la administración de la guardería preescolar de virgina mcmartin tiene conocimiento alguno sobre esta situación y no se ha descubierto información concerniente al mal funcionamiento de la guardería durante esta investigación. además, ningún otro empleado en la escuela se encuentra bajo investigación por acto criminal alguno.
    Su pronta atención sobre este asunto y respuesta no más tarde del 16 de septiembre de 1983 será apreciada.

El caso estuvo rodeado de no pocos escándalos. Su publicación con tono favorable hacia la acusación por parte de Wayne Satz, que tenía una relación romántica con Kee MacFarlane, ayudante de la acusación, contribuyó en mucho a una histeria al respecto a nivel nacional. Luego, a poco de comenzar el juicio, antes de poder prestar testimonio, la señora Johnson fue encontrada muerta. Un policía, Paul Bynum, que debía testificar también fue encontrado muerto antes de poder hacerlo. Su caso quedó caratulado como suicidio. Aparentemente iba a asegurar haber encontrado huesos de animales en el jardín.
La policía tardó ocho meses en organizar un grupo de trabajo para el caso, tiempo que algunos denunciantes consideraron más que suficiente como para que los acusados se deshicieran de las pruebas (videos, fotos y restos de animales de los asesinatos rituales descritos por algunos de los niños).

## Resultados
El caso tuvo más de 300 acusaciones de distintas supuestas víctimas. 18 niños testimoniaron durante muchos meses y muchas horas sobre los supuestos abusos pero no hubo pruebas contundentes como testigos adultos oculares o videos pornográficos de los niños.  La acusación presentó como evidencia fotografías tomadas en el Children’s International Institute (Instituto Internacional de los Niños), que mostraban lo que creían era un trauma en el área genital. Kee McFarlane, la directora del Instituto, grabó en video a aproximadamente 400 niños.
En enero de 1986, los cargos contra todos, excepto contra Ray Buckey y su madre, fueron retirados debido a la falta de pruebas. En enero de 1990, después de treinta y tres meses de juicio, el jurado encontró a la pareja no culpable en cincuenta y dos de los cargos. Otros trece cargos quedaron en un punto muerto debido a las divergencias entre los jurados que no lograron llegar a un acuerdo. La madre quedó con un solo cargo. Algunos miembros del jurado dijeron que no estaban plenamente convencidos de la inocencia de Buckey pero que la acusación no había conseguido pruebas suficientes. Este veredicto enfureció particularmente a los padres de los niños. Uno de los jurados,  John Breese, aseguró que no había quedado demostrado que los Buckeys fueran inocentes pero que tampoco había pruebas contundentes como para condenarlos. Otros jurados reconocieron haberles creído a los niños pero  consideraron que no había pruebas fácticas que demostraran que había sido Ray Buckey.
Uno de los aspectos que más extrañó a los investigadores y que menos creíble resultó fue que los niños relataban que habían sido llevados a una habitación dentro de túneles subterráneos al momento de cometer los abusos.  Durante el mes de mayo de 1990, se realizaron excavaciones en el fondo de la escuela para determinar si existían o no los túneles que los niños habían descrito como el lugar adonde supuestamente los llevaban para abusar de ellos. El arqueólogo E. Gary Stickel, Ph.D, concluyó que se habían encontrado túneles que corroborarían los relatos de los niños sobre el sitio.
La excavación arqueológica encontró fósiles de pollos, cerdos, perros, conejos, roedores, reptiles y otros. Según Stickel, el proyecto desenterró no uno sino dos túneles que coincidían con las descripciones dadas por los niños de los sitios adonde supuestamente los llevaban para acceder a una especie de  habitación secreta. La explicación de estos, según Joseph Wyatt, de la Marshall University, podría haber sido que el doctor Gary Stickel habría encontrado una serie de viejos pozos de basura, ya que entre los objetos que encontró había maderos, objetos metálicos, alambres de la antena de la TV, botellas, latas, tijeras, vidrios, bloques de hormigón y clavos, además de los huesos de animales.
Las reacciones frente al veredicto variaron. Algunos de los niños que habían testificado (que al terminar el juicio ya tenían entre 11 y 14 años) se mostraron sorprendidos e indignados y aseguraron que, como los jurados les habían creído, nunca habían considerado la posibilidad de un veredicto de no culpabilidad.

## Cultura popular
- En la película A Nightmare On Elm Street, originalmente se había escrito que el personaje de Freddy Krueger, cuando vivía, había sido un personaje abusador de menores. Pero debido a que el caso estaba siendo muy mediático en el momento de la producción de la película, surgió la preocupación de que los medios podrían acusar al estudio New Line Cinema de estarse aprovechando del caso, por lo que Wes Craven decidió cambiar eso por un asesino de niños.

- Este caso fue tratado en la película premiada para televisión Enjuiciamiento: El Caso McMartin producida por Oliver Stone, donde se ve el caso desde la perspectiva de la defensa de los acusados.